# آرماندو (مجموعه تلویزیونی)
آرماندو نام یک مجموعه تلویزیونی به تهیه‌کنندگی ایرج محمدی و کارگردانی احسان عبدی‌پور و به نویسندگی، حمید طاهری، عباس نعمتی، صادق خوشحال می‌باشد که در سال ۱۳۹۶ تولید شد. این مجموعه تلویزیونی در سال ۱۳۹۷ از شبکه یک سیما پخش شد.

## خلاصه داستان
داستان جوان ساده و مهربانی به نام آرمان را روایت می‌کند که سعی دارد مشکلات خواهرش و فرزندان خواهرش را برطرف کند اما در این مسیر درگیر مشکلاتی می‌شود.

## بازیگران
- حمیدرضا آذرنگ
- مرجانه گلچین
- الیکا عبدالرزاقی
- سحر ولدبیگی
- علیرضا استادی
- علیرضا مسعودی
- علی اوجی
- محمدرضا هدایتی
- فریبا طالبی
- مجید پتکی
- شهربانو موسوی
- منوچهر هادی
- مهرانه مهین‌ترابی
- سیامک مردانه

## جوایز و نامزدها
| ۱۳۹۸ | نوزدهمین جشن حافظ |                                  |               |          |
| ۱۳۹۸ | نوزدهمین جشن حافظ | بهترین بازیگر مرد کمدی تلویزیونی | علیرضا استادی | نامزدشده |